# Reconeixement automàtic de matrícula

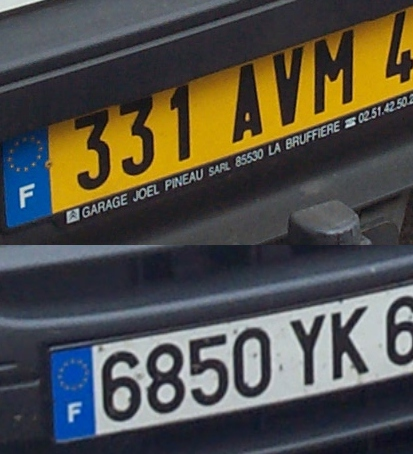
El sistema ha de ser capaç de reconèixer diferents tipus de matrícules

El reconeixement automàtic de matrícules (ANPR en anglès Automatic number plate recognition) és un mètode de vigilància en massa que utilitza el reconeixement òptic de caràcters en imatges per a llegir les matrícules dels vehicles. Aquests sistemes, emprats a partir 2005, poden escanejar les matrícules amb una freqüència aproximada d'una per segon en vehicles amb velocitats fins a 160 km/h. Es pot utilitzar el circuit tancat de televisió existent o radars, o unes càmeres dissenyades específicament per a aquesta tasca. Són utilitzats per les diverses forces de policia i com a mètode de recaptació electrònica de peatge en les autopistes de pagament, i per vigilar les infraccions de trànsit en un semàfor en una cruilla									

## Característiques
El sistema ANPR es fa servir per a emmagatzemar les imatges capturades per les càmeres fotogràfiques, així com el text de la matrícula, i algunes es poden configurar per emmagatzemar també una fotografia del conductor. Aquests sistemes sovint utilitzen il·luminació infraroja per fer possible que la càmera pugui fer fotografies en qualsevol moment del dia. En almenys una versió de càmera fotogràfica per a la supervisió d'interseccions s'inclou un flash de gran abast, que serveix per il·luminar l'escena i fer que l'infractor s'adoni del seu error. La tecnologia ANPR tendeix a ser específica per a una regió, a causa de la variació entre matrícules d'un lloc a un altre.
El programari del sistema s'executa sobre un maquinari de PC estàndard i pot ser enllaçat amb altres aplicacions o bases de dades. Primer utilitza una sèrie de tècniques de tractament de la imatge per a detectar, normalizar i realçar la imatge del número de la matrícula, i mitjançant el reconeixement òptic de caràcters extreure el camp alfanumèric de la matrícula. Els sistemes ANPR/ALPR es poden utilitzar de dues maneres; un permet que el procés sigui realitzat íntegrament en el lloc de la filmació en temps real, mentre que l'altre transmet totes les imatges de les diferents càmeres a un ordinador remot on es realitza, més tard, el procés d'OCR.
Quan es realitza in situ, la informació capturada de la matrícula alfanumèrica, data i hora, identificació del lloc i qualsevol altra informació requerida és completada en uns 250 mil·lisegons. Aquesta informació, convertida en petits paquets de dades, es pot transmetre fàcilment a algun ordinador remot per a un posterior processament en cas que sigui necessari, o ser emmagatzemada en un servidor per a ser recuperada posteriorment. En l'altra disposició, típicament hi ha una gran quantitat de PC usats en un grup de servidors que gestionen altes càrregues de treball, com els que es troben en el projecte sobre la congestió de trànsit de Londres. Sovint en aquests sistemes necessiten remetre imatges al servidor remot i aquest pot requerir mitjans de transmissió amb una gran amplada de banda. Els inconvenients d'aquests sistemes estan centrats en el temor quant a la privadesa dels moviments dels ciutadans i els possibles errors. No obstant això, segons s'han anat desenvolupant, aquests sistemes han aconseguit ser molt més exactes i fiables.

## Altres noms
El sistema ANPR es coneix de vegades amb altres termes:
- Identificació automàtica de vehicles (Automatic vehicle identification, AVI)
- Reconeixement de matrícules de vehicles (Car plate recognition, CPR)
- Reconeixement de matrícules (Licence plate recognition, LPR)

## Tecnologia
ANPR utilitza el reconeixement òptic de caràcters (OCR) en les imatges preses per les càmeres fotogràfiques. Quan les matrícules de vehicles holandesos van canviar el seu disseny l'any 2002, un dels canvis realitzats va ser el del tipus de lletra, introduint petits espais en algunes lletres (com la P i la R) per fer-les més distingibles i, per tant, més llegibles a aquests sistemes. Algunes matrícules utilitzen canvis en les grandàries de les fonts i en la posició: els sistemes ANPR han de poder fer front a aquestes diferències per ser veritablement eficaces. Alguns sistemes més complicats poden distingir variants internacionals, encara que molts programes s'adapten a cada país individualment.

### Algorismes

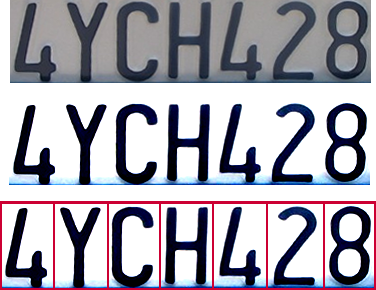
Passos 2, 3 i 4: Es normalitza la lluentor i el contrast de la matrícula i es divideixen els caràcters pel OCR

Hi ha cinc algorismes principals que el programari necessita per identificar una matrícula:
1. Localització de la matrícula. Responsable de trobar i aïllar la matrícula a la imatge.
2. Orientació i grandària de la matrícula. Compensa els angles que fan que la matrícula sembli "torta" i ajusta les dimensions a la grandària requerida.
3. Normalització. Ajusta la lluentor i el contrast de la imatge.
4. Segmentació dels caràcters. Troba els diferents caràcters presents en la matrícula.
5. Reconeixement òptic de caràcters.
6. Anàlisi sintàctica i geomètrica. Comprova els caràcters oposats i les seves posicions amb les regles específiques del país al qual pertany la matrícula.

La complexitat de cadascuna d'aquestes subdivisions del programa determina l'exactitud del sistema. Durant la tercera fase (normalització) alguns sistemes utilitzen tècniques de detecció de vora per augmentar la diferència en la imatge entre les lletres i el fons de la placa. També es pot utilitzar un filtre digital de punt mitjà per reduir el "soroll" visual de la imatge.

### Dificultats
El programari ha de ser capaç d'afrontar diferents dificultats possibles, que inclouen:
- Resolució d'imatge pobra, sovint perquè la matrícula està massa lluny, encara que sovint és resultat de l'ús d'una càmera de baixa qualitat.
- Imatges desenfocades, en particular desenfocament de moviment i molt sovint en unitats mòbils.
- Il·luminació pobra i baix contrast a causa de sobreexposició, reflexió o ombres.
- Un objecte que enfosqueix (part de) la matrícula, sovint una barra del remolc, o brutícia en la matrícula.
- Tècniques d'evasió.

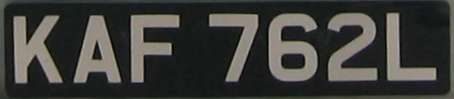
Els primers sistemes ANPR eren incapaços de llegir lletres blanques o platejates sobre un fons negre, com es permetia en els vehicles del Regne Unit fabricats abans de 1973.

Encara que alguns d'aquests problemes es poden corregir al programari, es deixen sobretot en el costat del maquinari del sistema per oferir solucions a aquests problemes. L'augment de l'altura de la càmera pot evitar problemes amb els objectes (tals com altres vehicles) que enfosqueixen la placa, però introdueix i augmenta altres problemes com l'ajust segons l'obliqüitat creixent de la placa.
Molts països utilitzen matrícules retroreflectives,  que retornen la llum cap a la font i milloren així el contrast de la imatge. En alguns països els caràcters de la matrícula no són reflectants, donant un alt nivell del contrast amb el fons reflector sota qualsevol condició d'il·luminació. Una càmera que utilitza imatge infraroja (amb un filtre normal de color sobre la lent i una font lluminosa infraroja al seu costat) és de molta ajuda, reflectint-se les ones infraroges des de la matrícula. Tanmateix, això només és possible en càmeres ANPR dedicades, per la qual cosa les càmeres usades per a altres propòsits han de confiar en major mesura en les capacitats del programari. A més, quan es necessita una imatge a tot color i captar detalls és necessari tenir una càmera amb infrarojos i una càmera normal (en color) funcionant conjuntament.

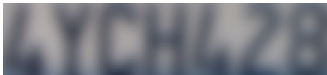
Imatges borroses dificulten el OCR – els sistemes ANPR haurien de tenir altes velocitats de tret per evitar el desenfoqui de moviment

Per evitar el desenfocament és ideal tenir la velocitat del obturador de la càmera fixada a 1/1000 segons. Pel fet que el cotxe està en moviment, l'ús de velocitats més reduïdes podria donar lloc a una imatge massa borrosa per ser llegida amb el programari OCR, especialment si la càmera està en una posició molt més alta que el vehicle. Quan el trànsit és lent o quan la càmera fotogràfica està a una altura inferior i el vehicle està en un angle d'aproximació a la càmera, no és necessari que la velocitat del obturador sigui tan alta. Velocitats de l'obturador d'1/500 poden funcionar correctament amb vehicles amb una velocitat de fins a 64 quilòmetres per hora i d'1/250 fins a 8 quilòmetres per hora.
En alguns cotxes, les barres de remolc poden enfosquir un o dos caràcters de la matrícula. Les bicicletes en les baques també poden enfosquir la placa, encara que en alguns països i jurisdiccions, com per exemple Nova Gal·les del Sud, se suposa que les "matrícules de bicicletes" queden bé.
Alguns sistemes a escala reduïda permeten alguns errors en la matrícula. Quan s'utilitza per oferir accés específic dels vehicles a una zona amb barrera, la decisió pot ser presa amb un índex d'error acceptable d'un caràcter. Això és així perquè la probabilitat que un cotxe sense autorització amb una matrícula tan similar es considera que és absolutament petita. No obstant això, aquest nivell d'imprecisió no seria acceptable en la majoria de les aplicacions d'un sistema ANPR.

#### Tècniques d'evasió
Els propietaris de vehicles han utilitzat una varietat de tècniques per intentar evadir els sistemes ANPR. Un mètode consisteix a incrementar les propietats de reflexió de les lletres i augmentar així la probabilitat que el sistema no sigui capaç de localitzar la matrícula o de produir un nivell de contrast suficient per aconseguir llegir-la. Això normalment es realitza usant una tapadora de matrícules o recobrint la placa amb aerosol, encara que hi ha dubtes sobre l'efectivitat d'aquesta última tècnica. En la majoria de les jurisdiccions, les tapadores són il·legals i així ho preveuen les lleis existents, mentre que a la majoria dels països no hi ha cap llei que rebutgi l'ús dels aerosols.
A Argentina la matrícula té la mateixa consideració que un document públic, per la qual cosa es considera delicte la seva modificació.
A la ruta de peatge 407 de Toronto (Canadà), la policia ha registrat diverses tècniques avançades que alguns motoristes han tractat de dur a terme. Un pilot tenia un mecanisme que li permetia aixecar un cable del seient del conductor que feia que es mostrés una matrícula diferent al moment en què passava per les zones vigilades amb càmera. Uns altres han tractat de tacar la seva matrícula amb brutícia o utilitzar cobertes per emmascarar-la.
Els nous marcs al voltant de les matrícules de Texas van ser declarats il·legals l'1 de setembre de 2003 pel projecte de llei del Senat número 439 perquè causaven problemes en els sistemes ANPR. Aquesta llei ho convertia en un delicte menor de la classe C (sancionable amb una multa de fins a de 200 dòlars), o de la classe B (sancionable amb una multa de fins a 2.000 dòlars i 180 dies de presó) si es podia provar que el propietari ho feia per enfosquir deliberadament la seva matrícula .
Hi ha alguns panells posteriors per a cotxe amb una inserció en angle per a la matrícula, la qual cosa canvia l'alineació de caràcters de la reixeta de lectura. Com que la majoria dels estats dels EUA ja no necessiten noves matrícules cada any, potser la manera més fàcil d'invalidar el reconeixement és simplement permetre que la pintura reflectora de les plaques es degradi per l'edat i es faci per tant il·legible.
Si un sistema ANPR no pot llegir la placa de matrícula avisarà, per mitjà d'un senyal acústic, per cridar l'atenció dels operadors humans, que poden llavors tractar d'identificar els caràcters visualment. És llavors possible fer operacions de cerca usant caràcters comodí que substitueixin qualsevol part oculta de la matrícula i utilitzar els detalls del cotxe (fabricant i model, per exemple) per refinar la recerca.

## Altres usos
Els sistemes ANPR també poden ser usats en:
- Fronteres
- Estacions de servei, per portar un registre dels conductors que abandonen l'estació sense realitzar el pagament
- Control d'accés a aparcaments
- Una eina de màrqueting per portar un registre de patrons d'ús
- Sistemes de control de trànsit, per poder determinar el flux de tràfic usant el temps que triguen els vehicles en passar per dos llocs dotats d'ANPR